# Hovet (musikgrupp)
Hovet är/var en svensk musikgrupp som handplockades av Lars Winnerbäck för att vara hans kompgrupp. Under 2004 gav de också ut en egen skiva. Hovet och Winnerbäck återförenades sommaren 2005 för att släppa EP:n Stort Liv och ge sig ut på en stor sommarturné. 

## Medlemmar
- Idde Schultz - gitarr och kör
- Anna Stadling - gitarr och kör
- Josef Zackrisson - bas
- Magnus "Norpan" Eriksson - trummor
- Jens Back - klaviatur
- Staffan Andersson - gitarr
- Johan Persson - gitarr

## Diskografi

### Studioalbum
- 2003 - Söndermarken (med Lars Winnerbäck)[1]
- 2004 - Hovet 2004

### Livealbum
- 2005 - Live sommar 05 (med Lars Winnerbäck)

### Singlar
- 2005 - Stort liv (med Lars Winnerbäck)